# サファイア・ボイス
サファイア・ボイス（Sapphire Boyce、1993年12月8日 - ）は、オーストラリアのシドニー出身の女優。

## 略歴
9歳のとき学校の会報で知ったオーディションで合格し、映画に出演した。それまでは演技の経験がなかったものの姉妹と一緒に脚本を書き、演じたりはしていた。

## 主な出演作
- ポビーとディンガン（2005年） - ケリーアン・ウィリアムソン役